# Ebenezer Place
Ebenezer Place i Wick i Skottland är enligt Guinness rekordbok världens kortaste gata. Gatan, som anlades år 1887, är 2,05 meter kort och belägen mellan Union Street och River Street.